# غار بهمنیار
غار بهمنیار مربوط به دوران پیش از تاریخ ایران باستان است و در شهرستان کازرون، کنار تنک تیکاب، قسمت جنوب تنگ بهمنیار واقع شده و این اثر در تاریخ ۱۱ شهریور ۱۳۸۲ با شمارهٔ ثبت ۹۸۲۹ به‌عنوان یکی از آثار ملی ایران به ثبت رسیده است.